# Arisemus buzbyae
Arisemus buzbyae és una espècie d'insecte dípter pertanyent a la família dels psicòdids que es troba a Amèrica: Puerto Rico.